# São João de Rei
São João de Rei es una freguesia portuguesa del concelho de Póvoa de Lanhoso, con 5,52 km² de superficie y 435 habitantes (2001). Su densidad de población es de 78,8 hab/km².